# Kwatera
Kwatera – zgodnie z przepisami ustawy z dnia 22 czerwca 1995 r. o zakwaterowaniu Sił Zbrojnych Rzeczypospolitej Polskiej kwaterą jest lokal mieszkalny przeznaczony wyłącznie na zakwaterowanie żołnierzy służby stałej.
Normatywne pojęcie kwatery zmieniało się na skutek dokonywanych przez ustawodawcę zmian w ustawie o zakwaterowaniu Sił Zbrojnych Rzeczypospolitej Polskiej. Obecna ustawowa definicja kwatery obowiązuje od 1 lipca 2004.
Przepisy ustawy o zakwaterowaniu Sił Zbrojnych Rzeczypospolitej Polskiej rozróżniają następujące rodzaje kwater:
1. kwatery funkcyjne – lokal mieszkalny przydzielany żołnierzowi służby stałej zajmującemu kierownicze stanowisko służbowe w Ministerstwie Obrony Narodowej lub stanowisko dowódcze w Siłach Zbrojnych albo osobie zajmującej kierownicze stanowisko w Ministerstwie Obrony Narodowej;
2. kwatery zastępcze – lokal mieszkalny o powierzchni użytkowej mniejszej od minimalnej normy tej powierzchni przysługującej żołnierzowi służby stałej;
3. kwatery internatowe – lokal mieszkalny pełniący funkcję internatu, przeznaczony do zamieszkiwania przez jednego żołnierza lub przez większą liczbę żołnierzy;
4. kwatery, które stały się zbędne na zakwaterowanie żołnierzy służby stałej.

Osobna kwatera stała – samodzielny lokal mieszkalny przeznaczony na stałe zakwaterowanie żołnierza zawodowego (osoba uprawniona) i jego rodziny.
Na chwilę obecną (wiosna 2006) do osobnej kwatery stałej uprawnionych jest 147 tys. żołnierzy zawodowych wraz z rodzinami (czyli około 500 tys. mieszkańców Polski). Do tego należy dodać emerytów i rencistów wojskowych (według danych Wojskowej Agencji Mieszkaniowej na rok 2004 – 445 tys. żołnierzy i byłych żołnierzy oraz pracowników wojska wraz z rodzinami – czyli około 1 335 tys. mieszkańców Polski.